# 邏各斯

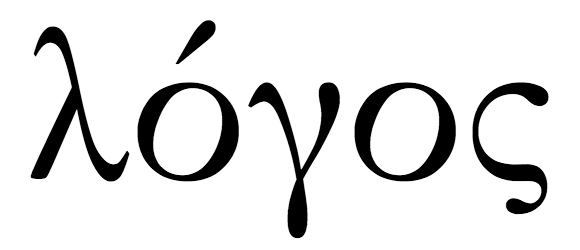
希腊语拼写的“邏各斯”

邏各斯（希伯來語：דָּבָר，dāḇār 、מַאֲמָר，ma'ămār；亞蘭語：מימר 或 מימרא，memra ），或作羅格思，是古希臘哲學、西方哲學及基督教神學的重要概念。在古希臘文一般用語中有話語的意思；在哲學中表示支配世界萬物的規律性或原理；在基督教神學是耶穌基督的代名詞，因為他是天主的聖言，也是萬物的規律的源頭，新教使用的《新約聖經》一般譯為“道”，而天主教會則旧譯為物尔朋（来源于拉丁文的Verbum），现译为「聖言」，聖經恢復本翻譯為「話」。在西方哲學史上，邏各斯是最早關於規律性的哲學范畴。

## 字根
邏各斯希臘語的原義是「話語」（英語：word）的意思，但是它包含了許多層面的意義。一方面它代表了語言、演說、交談、故事、原則等意涵，另一方面，它也代表了理性、思考、計算、關係、因果、類推等等。邏各斯通常使用在哲學之中，在希臘語中，一般的日常語言，或交談，是用另一個字古希臘語：（lexis）來代表，它與邏各斯都起源於相同的字根古希臘語：（legō），意思是交談、計算、說話或演說。
英語：（邏輯）的字根來自於邏各斯，各種學科的字尾（-logy）也來自於它，例如地質學（geology）。
它譯為拉丁語：，後轉為法語：，最後成為英文中理智（reason）與理性（Rationality）的字根。

## 沿革
古希臘哲學家赫拉克利特最早將邏各斯引入哲學，用以說明萬物變化的規律性。其後，邏各斯的含意不斷發展，成為「邏各斯學說」。邏各斯學說對猶太教哲學及基督教哲學產生了深遠影響。聖經中使用邏各斯來指代耶穌基督，早期的基督教教父們受新柏拉圖主義和斯多噶哲學影響，從而運用邏各斯奠下三位一體神學教義的基礎。

## 基督教教義中的邏各斯

### 基督教方面所提出的說法
基督教《舊約聖經》原文是用希伯來文寫的，但在公元前二世紀翻譯成希臘文，稱為《七十士譯本》，這個譯本是耶穌和新約作者常常引用的，其中很多地方使用邏各斯一詞，大部分地方用作一般的話語的意思，也有特別指神的話語和旨意。
諸天借耶和華的命[邏各斯]而造，萬象借他口中的氣而成。（詩篇33:6，和合本）
因天主的一句話，諸天造成；因上主的一口氣，萬象生成。（聖詠集33:6，思高本）
有研究者認為這與《創世記》中神用話語創造世界有密切的關係，可見神的“邏各斯”有創造的工作。
神說：「要有光」，就有了光。（創世記1:3，和合本神版）
天主說：「有光！」就有了光。（創世記1:3，思高本）
《新約聖經》是用希臘文寫的，邏各斯一詞共出現331次，大部分情況下作為一個普通名詞，指說的話。比如：
耶穌對他說：“回去吧，你的兒子活了!”那人信耶穌所說的話[邏各斯]，就回去了。（約翰福音4:50，和合本神版）
耶穌回答說：「去罷！你的兒子活了。」那人信了耶穌向他所說的話，便走了。（若望福音4:50，思高本）
在幾處重要的地方指耶穌基督，新教所使用的漢譯本一般將這個用法譯作道（少數譯為話語），天主教所使用的思高本將其譯為聖言：
太初有道，道與神同在，道就是神。這道太初與神同在。萬物是藉著他造的；凡被造的，沒有一樣不是藉著他造的。（約翰福音1:1-3，和合本神版）

道成了肉身，住在我們中間，充充滿滿地有恩典有真理。我們也見過他的榮光，正是父獨生子的榮光。 （約翰福音1:14，和合本神版）

在起初已有聖言，聖言與天主同在，聖言就是天主。聖言在起初就與天主同在。萬物是藉着他而造成的；凡受造的，沒有一樣不是由他而造成的（若望福音1:1-3，思高本）

於是，聖言成了血肉，寄居在我們中間；我們見了他的光榮，正如父獨生者的光榮，滿溢恩寵和真理。（若望福音1:14，思高本）

有研究者認為，耶穌基督作為創造者一事與邏各斯的兩重含義都有密切的關係：   神用祂的話語創造世界萬物，萬物的規律都出於神的旨意。中文的“道”也有與邏各斯類似的雙重含義，比如老子《道德經》說“道可道，非常道”，借用“道”來翻譯聖經中的邏各斯可以反映原文的這種含義。
有研究者認為，比較古希臘哲學與基督教神學中邏各斯的概念，最重要的差別是基督教的“道”是一個有位格的神，就是有自我意識、有意志、有感情的，而不只是一個客觀實體而已；而且這個道先於世界而存在，甚至創造了世界。許多哲學家和自由派神學家認為基督教借用和發展了古希臘哲學的概念，但基督教教內的保守派認為，整本《聖經》都是神所啟示的事實真理，不是人發明的觀念，《聖經》用希伯來文和希臘文寫下來，中間不可避免地借用了希伯來文化和希臘文化中的概念，但這只是神啟真理的載體，而不是真理的源頭。有基督敎徒認為《希伯來聖經》中的“話語”這個概念影響了古希臘哲學的邏各斯這個概念。奧古斯丁對於使用哲學的定義這樣講：
定義、分類和歸類本身不是錯的，因為這不是人的發明，而是對事物本來狀態的發現。只因為詩人將其用於他們的神話，假哲學家或者假基督徒將其用於他們的錯誤的信條上，不等於我們不可以正確地使用它們。（奧古斯丁《論基督教教義》2:129）
然而，有研究者認為，借用這個概念不等於沿襲希臘哲學的思想。如上所述，基督教教義中的道，與希臘哲學中的邏各斯是有很大差別的，保羅及早期教父，在借用希臘哲學概念的時候，也常常批判希臘哲學的思想，例如他們反對希臘哲學將人的智慧奉為最高真理的基本思想：
世人憑自己的智慧，既不認識神，神就樂意用人所當作愚拙的道理拯救那些信的人；這就是神的智慧了。 猶太人是要神蹟，希臘人是求智慧， 我們卻是傳釘十字架的基督，在猶太人為絆腳石，在外邦人為愚拙；但在那蒙召的，無論是猶太人、希臘人，基督總為神的能力，神的智慧。 因神的愚拙總比人智慧，神的軟弱總比人強壯。 （哥林多前書1:21-25，和合本）
知識是叫人自高自大，惟有愛心能造就人。（哥林多前書8:1，和合本）

對於理解聖經中的各樣問題，邏輯是極其重要的。但我們必須小心不要熱衷於顯示邏輯的技巧來困住對手，有些所謂的詭辯術把錯誤的推理偽裝成正確的，《聖經》譴責這樣的做法。...知道推理的規則不等於知道命題的真實性，有些人懂得推理，就很自大，但知道“死人會復活”比知道“如果死人不會復活那麼基督也沒有復活”更重要。（奧古斯丁《論基督教教義》2:117,127）

#### 對於上述說法的質疑
有意見認為上述觀點忽略了歷史因素對宗教教義發展造成的影響，其認為《希伯來聖經》中關於聖言的見解影響了古希臘哲學家此一說法缺乏根據性，原因是當時雖然有不少猶太教信奉者居住在歐洲，但是猶太教的勢力整體上仍被局限於黎凡特，其教義尚未為大多數異邦人所熟知，而當時的希臘人和羅馬人則採用希臘羅馬釋義的方式來解讀其他宗教的神話，他們把猶太教所崇信的惟一真神等同於薩巴茲烏斯神等異教所崇信的神祇，可見其並不了解猶太教教義，現時也沒有證據顯示古希臘哲學家曾經接觸或閲讀過猶太教的聖典，亞伯拉罕諸教方面的這個說法類似於部份神話學家僅僅因為發現關於原人布盧沙的神話故事與關於混元老祖盤古的神話故事之間有很多相似之處，而吠陀教神話的出現又早於華夏教神話的出現，所以便草率地宣稱《梨俱吠陀》中的創世神話通過佛教傳入中國而衍生出關於混元老祖的神話故事，卻沒有提供足夠的證據，現今歷史學家普遍否定這個說法的正確性，因此不應該因只注意到兩個概念之間的相似性而斷言它們之間必定存在關聯。
另外, 有不少歷史學家認為美索不達米亞本土宗教的史詩《埃努瑪·埃利什》 的風格與《創世紀》的風格之間有一些相似之處。著名哲學家阿爾弗雷德·諾斯·懷特黑德曾說：「我們從兩河流域的閃族人那裡繼承了道德和宗教。」
因此, 有意見認為，這些研究者所提出的特定宗教的思想是一直以來都沒有經過任何發展的這一說法是不合理的，其亦未能充分駁斥其他說法。